# Guittone d’Arezzo
Guittone d’Arezzo (ur. ok. 1235, zm. w 1294) – włoski poeta, przedstawiciel liryki toskańskiej XIII wieku.

## Życiorys

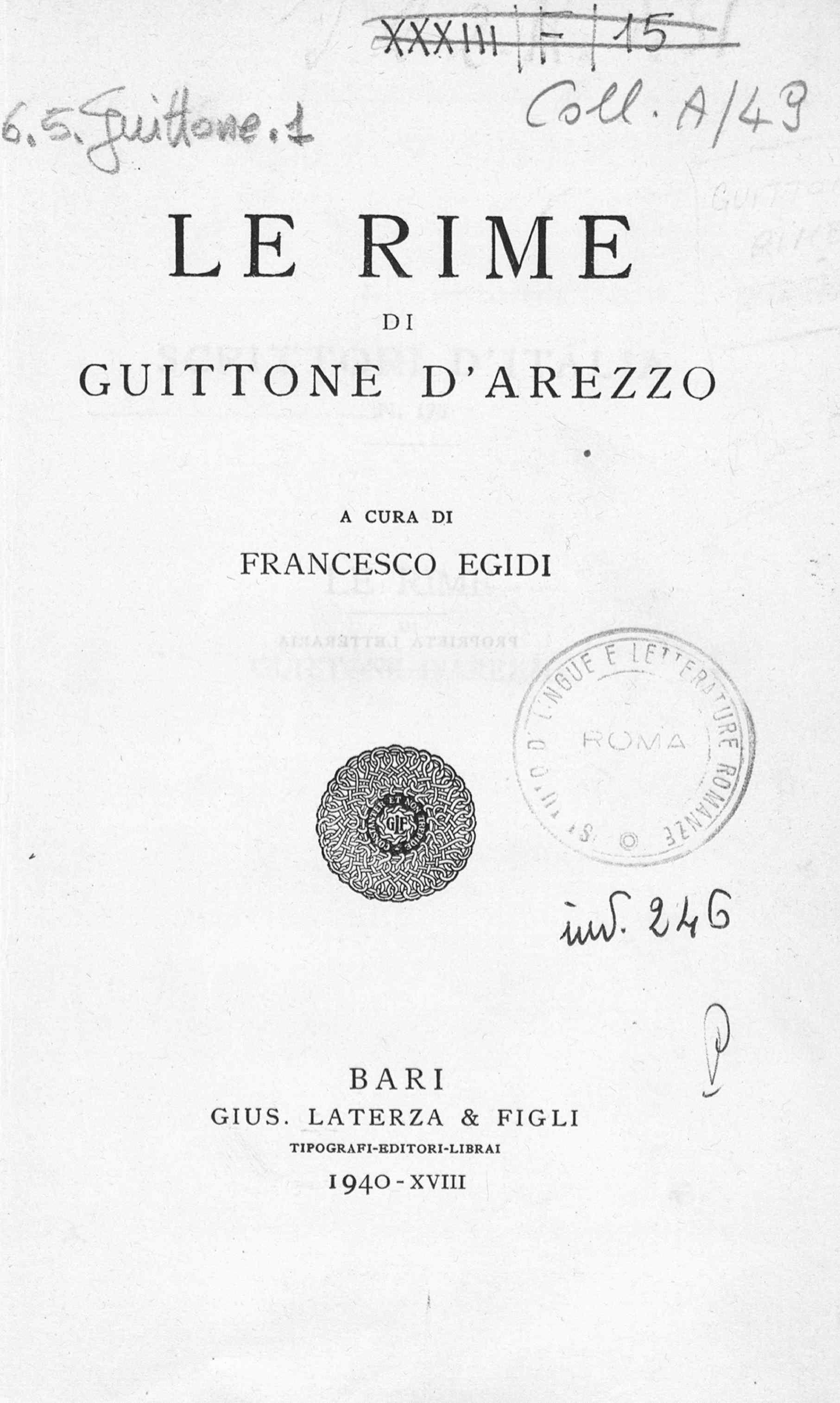
Rime

Guittone urodził się około 1235 roku w Santa Firmina koło Arezzo w średniozamożnej rodzinie mieszczańskiej. Jego ojciec był skarbnikiem gminy Arezzo. Guittone nie odebrał żadnego wykształcenia, był samoukiem. W 1257 roku z powodu przekonań politycznych opuścił Toskanię. W 1266 roku, żonaty i obarczony trojgiem dzieci wstąpił jako brat świecki do zgromadzenia Milites Beatae Virginis (zwanego też Frati Gaudenti) głoszącego ideały harmonijnego życia religijnego, pozostającego w zgodzie z wymaganiami społecznymi i dążącego do pogodzenia zwaśnionych stronnictw i zaprzestania walk bratobójczych we Włoszech. Po wstąpieniu do zgromadzenia pozostawił rodzinę poświęcając się głoszeniu zasad ewangelicznych. Potępił wówczas swą młodzieńczą twórczość o tematyce miłosnej. Uwagę swą skierował ku zagadnieniom ascetycznym i moralnym. Pisał religijne laudy dla swego zgromadzenia, a także moralizujące listy do przyjaciół i uczniów. Zmarł w 1294 roku.

## Twórczość
Guittone pozostawił po sobie ponad trzysta utworów, wśród których znajduje się 50 pieśni (24 miłosne i 26 o tematyce moralnej), 239 sonetów (138 miłosnych i 101 o tematyce moralnej), a także 12 sonetów składających się na Trattato d’amore (Traktat o miłości) i około 30 listów. W szeregu utworów poeta pozostaje w kręgu poezji dworskiej: opisuje troski i uciechy kochanków, sławi kobietę jako istotę doskonałą, zdolną napełnić mężczyznę radością i zachęcić go do cnoty. Potrafi też przedstawiać związki miłosne w sposób realistyczny, w sonetach zwanych przez potomnych „libertyńskimi”. Większość jego poezji odnosi się jednak do miejskiej rzeczywistości, w której przyszło mu żyć, do rodzinnego Arezza i Florencji, których losy leżą mu na sercu.
Do najsłynniejszych utworów Guittona należy pieśń Ahi, lasso, or è stagion de doler tanto (O biada, chwila jest teraz, by boleć ogromnie). Została ona napisana po bitwie pod Montaperti (1260), w której florenccy gwelfowie zostali pokonani przez gibelinów sprzymierzonych ze Sieną i królem sycylijskim Manfredem. Guittone, stronnik gwelfów, uważa poniesioną klęskę za koniec partii gwelfów. W gwałtownym, pełnym pasji tonie opłakuje nieszczęście Florencji, wspomina jej dawną świetność i wyklina zdradzieckich gibelinów. Ojczystej ziemi poświęcone są też: Ahi, dolce terra aretina (Miła ziemio aretyńska) i skierowane do baronów pizańskich Magni baroni certo (Potężni baronowie niechybnie). W pieśni Ora se parrà s'eo saverò cantare (Teraz się pokaże, czy pieśni głosić umiem), napisanej po wstąpieniu poety do zgromadzenia „Milites Beatae Virginis Mariae” i uważanej za manifest jego nawrócenia religijnego. Guittone, miłości będącej rodzajem szaleństwa przeciwstawia ideał zaangażowania obywatelskiego i religijnego. Z piewcy miłości staje się nauczycielem moralności i krytykiem zepsucia obyczajów. Pieśń stanowi przy tym nie tyle wyraz kryzysu religijnego i głębokiej zmiany poglądów autora, co raczej efekt procesu dojrzewania i krystalizacji poglądów. Poeta pozostaje bowiem wierny swoim wcześniejszym upodobaniom krasomówczym i dydaktycznym, polemicznemu zaangażowaniu i hermetycznemu stylowi uprawianej poezji. Do bardziej znanych utworów Guittona należą ponadto dwie ballady religijne: Graziosa e pia (Wdzięczna i pobożna) i Vegna vegna chi vole giocundare (Niechaj przychodzi, kto chce się radować).

## Naśladowcy i uczniowie
Guittone d’Arezzo wywarł znaczny wpływ na współczesną sobie i późniejszą lirykę – wielu twórców końca XIII i początku XIV wieku powoływało się na niego jako na swego nauczyciela, inni podejmowali z nim gwałtowne polemiki. Twórczości Guittona nie sposób jednoznacznie umieścić w procesie rozwoju poezji włoskiej. Poeci uważani za jego naśladowców często byli starsi od niego, a jego naśladowcy umierali przed mistrzem. Wywodzili się z różnych miast toskańskich. Stosunkowo niezależny był, starszy od Guittona, Bonagiunta Orbicciani z Lukki, prawdopodobnie inicjator kontynuowania tradycji szkoły sycylijskiej w językach Toskanii. Niektóre jego utwory, pisane stosunkowo prostym językiem, wydają się wręcz adaptacjami motywów sycylijskich. Wśród florentyńczyków za uczniów Guittona uważali się Monte Andrea, Dante da Maiano i Chiaro d'Avanzatti. Do Monte Andrei Guittone zaadresował sonet A te, Montuccio (Do ciebie, Montuccio), w którym wyznaczał go na swego następcę. Za przykładem Guittona, Monte podejmował w swych kanconach tematykę miłosną, dając dowody dużej wirtuozerii formalnej. Imię Dante da Maiano znane jest głównie dzięki jego poetyckiej dyspucie z Dantem Alighieri. Natomiast w obfitej twórczości Chiara Davantazziego (ponad 60 pieśni i 120 sonetów) pojawiają się już akcenty zapowiadające nowy, bardziej osobisty styl liryki miłosnej. Do grona naśladowców aretyńczyka należeli również Meo Abbraccavaccia z Pistoi, Pannucio dal Bagno z Pizy, Onesto da Bologna i jedyna kobieta wśród poetów włoskich XIII wieku Compiuta Donzella.

## Dzieje recepcji

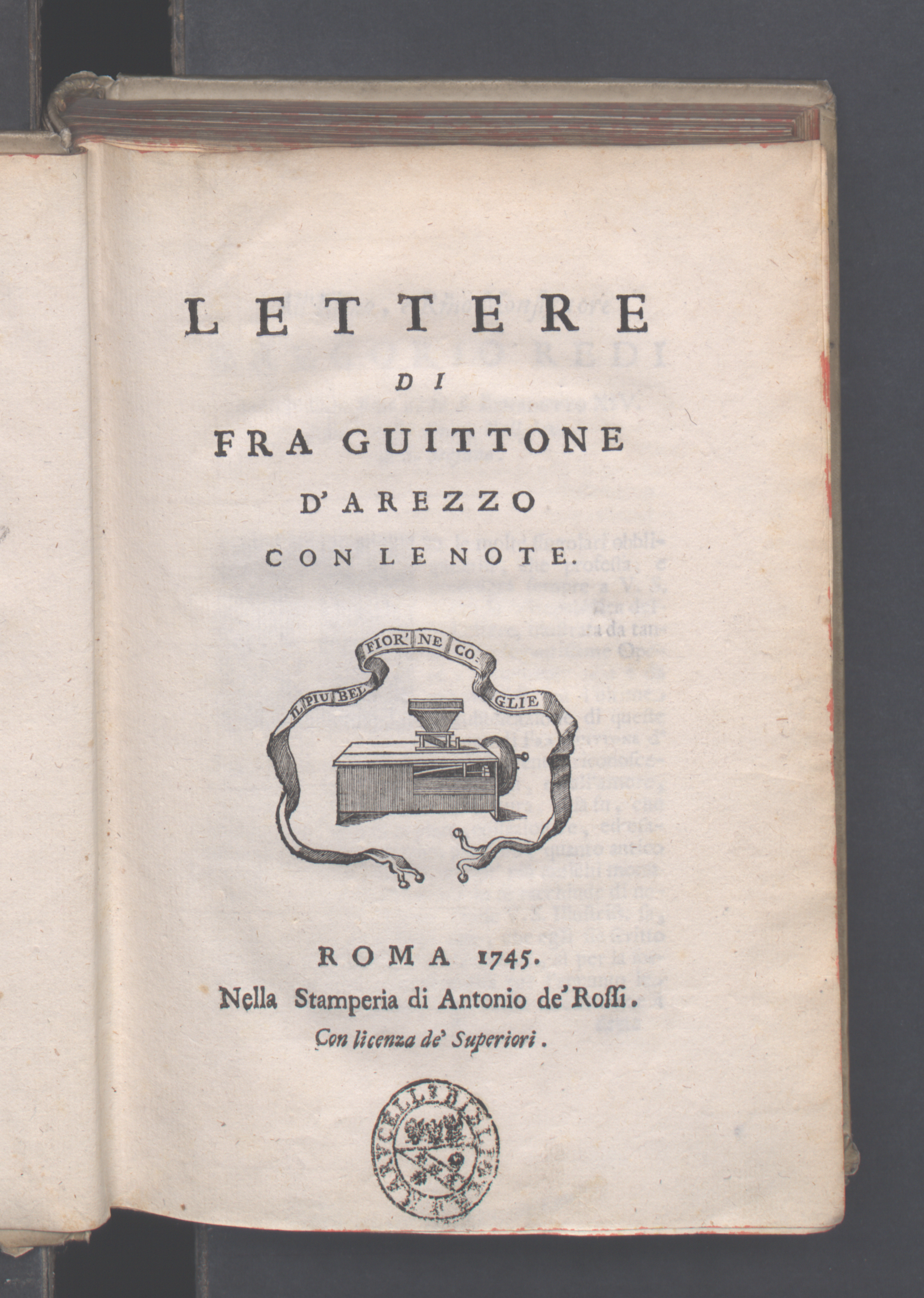
Lettere, 1745

Już za życia Guittona jego twórczość byłam ostro zwalczana przez przedstawicieli nowej szkoły poetyckiej znanej później jako dolce stil nuovo. Jeszcze Dante potrafił docenić jego sztukę poetycką, czemu dał wyraz w Boskiej komedii, umieszczając poetę w czyśćcu, chociaż zarzucał mu zbyt „rozumowe” podejście do miłości. W następnych latach, w związku ze zwycięstwem w poezji włoskiej odmiennej poetyki, sława Guittona przygasła, a jego dzieło uległo prawie całkowitemu zapomnieniu. Z zapomnienia wydobyli jego twórczość dopiero na początku XIX wieku romantycy i to w celu polemicznym – stawiając jego poezję jako przykład sztuki zimnej i wyrachowanej, której źródłem jest mózg, nie serce. Począwszy od połowy XIX wieku badacze zaczęli podkreślać rangę tej poezji i zasługi poety dla dalszego rozwoju literatury włoskiej, w tym także dla poetów dolce stil nuovo, tak wrogo do niego nastawionych. Wskazywano, na porządek, logiczne powiązanie fraz, umiar w korzystaniu ze zjawisk świata fantastycznego, wprowadzenie do poezji motywów realistycznych, jak również na znaczące w stosunku do poezji sycylijskiej wzbogacenie środków językowych poprzez śmiałe korzystanie z łaciny i języka prowansalskiego.